# Tricholoma populinum
Tricholoma populinum (Jakob Emanuel Lange, 1933) din încrengătura Basidiomycota, în familia Tricholomataceae și de genul Tricholoma este o specie de ciuperci comestibile, denumită în popor ciuperca plopului. Ea coabitează, fiind un simbiont micoriza, formând prin urmare micorize pe rădăcinile arborilor. Buretele se dezvoltă în România, Basarabia și Bucovina de Nord în păduri de foioase, parcuri și la margini de drum cu preferință prin iarbă pe sol nisipos sub diverse specii de plop, în special pe lângă plopi negri, ceva mai rar și sub plopi tremurători sau plopi albi, crescând în grupuri precum cercuri de vrăjitoare mari, nu rar în tufe. Timpul apariției este toamna,  din (septembrie) octombrie până în noiembrie (decembrie).

## Taxonomie
Fapt este că numele binomial precum numele curent (2020) Tricholoma populinum a fost determinat de micologul danez Jakob Emanuel Lange, de verificat în volumul 8 al Dansk botanisk Arkiv din 1933.
Dar speciile cu cuticule brune sunt extrem de asemănătoare macroscopic și microscopic, în relație cu această specie în special Tricholoma pessundatum (Fr.) Quél. (1872) și Tricholoma stans (Fr.) Sacc. (1887). Giacomo Bresadola vede în Tricholoma pessundatum și Tricholoma stans soiuri aproape identice.
Albert Pilát descrie specia de două ori drept variație a Tricholoma pessundatum, iar Marcel Bon de două ori ca formă suplimentară  (vezi și infocaseta). Denumirile lui Bon și Pilát sunt acceptate sinonim.
Epitetul specific este derivat din cuvântul latin (latină populus=plop, ulm, identic cu numele pentru popor).

## Descriere

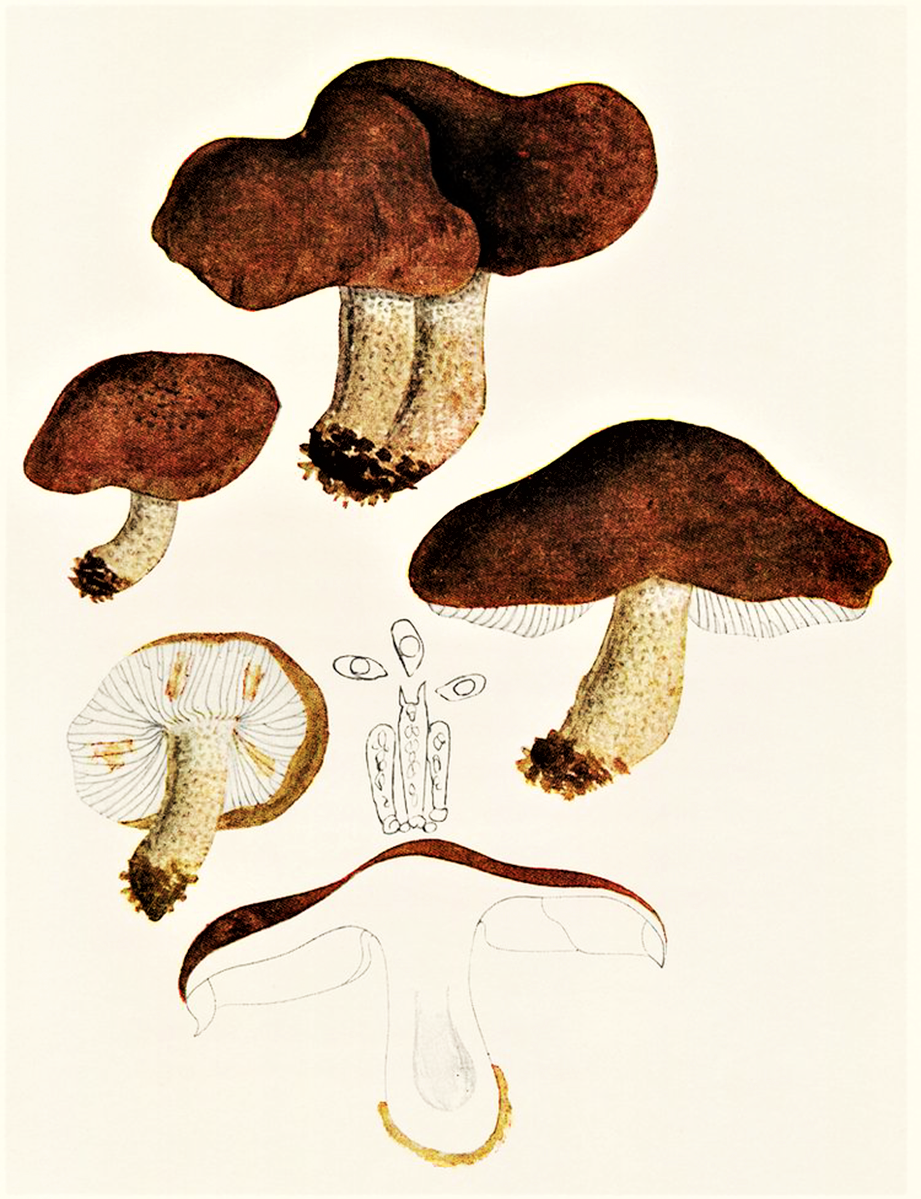
Bres.: T. pessundatum

- Pălăria: are un diametru de 5-10 (15) cm, este destul de cărnoasă, inițial conică, pentru ca la maturitate să devină plată și în sfârșit adâncită în mijloc. Marginea netedă este pentru mult timp răsfrântă în jos. Cuticula este netedă până fin catifelată, mată și uscată, la umezeală lucioasă până slab unsuroasă. Se poate îndepărta ușor de pălărie. Coloritul variabil poate fi gri-brun deschis, carneu, ocru-maroniu, brun de scorțișoară cu o tentă roșiatică sau brun murdar, nu rar flamat sau pătat negricios.
- Lamelele: sunt inegale, destul de subțiri, dense (astfel că au în tinerețe nu rar un aspect ondulat), devenind cu avansarea în vârstă bombate. Deși par a fi libere, sunt slab aderate la picior (ce nu este tipic pentru acest gen). Muchiile sunt zimțate, dințate. Coloritul alb, adesea cu pete ruginii, se decolorează după apăsare sau la bătrânețe slab brun-roșiatic.
- Piciorul: are o înălțime de 5-12 cm și o lățime de 1,5-2 cm, este solid, plin, mai mult sau mai puțin cilindric și neted până fin fibros-solzos. Coloritul este alb sub pălărie, spre jos brun-ruginiu sau cu benzi ori pete de aceiași culoare, dar cu nuanțe gălbuie la bază. Prezintă o zonă inelară vagă.
- Carnea: este compactă, solidă și albă ce nu se decolorează în urma unei tăieri, având un miros puternic de faină, chiar și de castraveți proaspeți precum un gust similar care însă devine amar cu avansarea în vârstă a ciupercii.[4][5]
- Caracteristici microscopice: prezintă spori elipsoidali până aproape ovoidali, gutulați, netezi hialini (translucizi), neamilozi (nu se decolorează cu reactivi de iod) și o picătură uleioasă mare în centru, având o mărime de 5-6 x 3,5-4 microni. Pulberea lor este albă. Basidiile clavate cu 2 sterigme fiecare, măsoară 25-30 x 6-7 microni. Cistidele (elemente sterile situate în stratul himenal sau printre celulele din pielița pălăriei și a piciorului, probabil cu rol de excreție) asemănătoare cu vârfuri rotunjite sunt mai mici.[16]
- Reacții chimice: nu sunt cunoscute.[4][5]

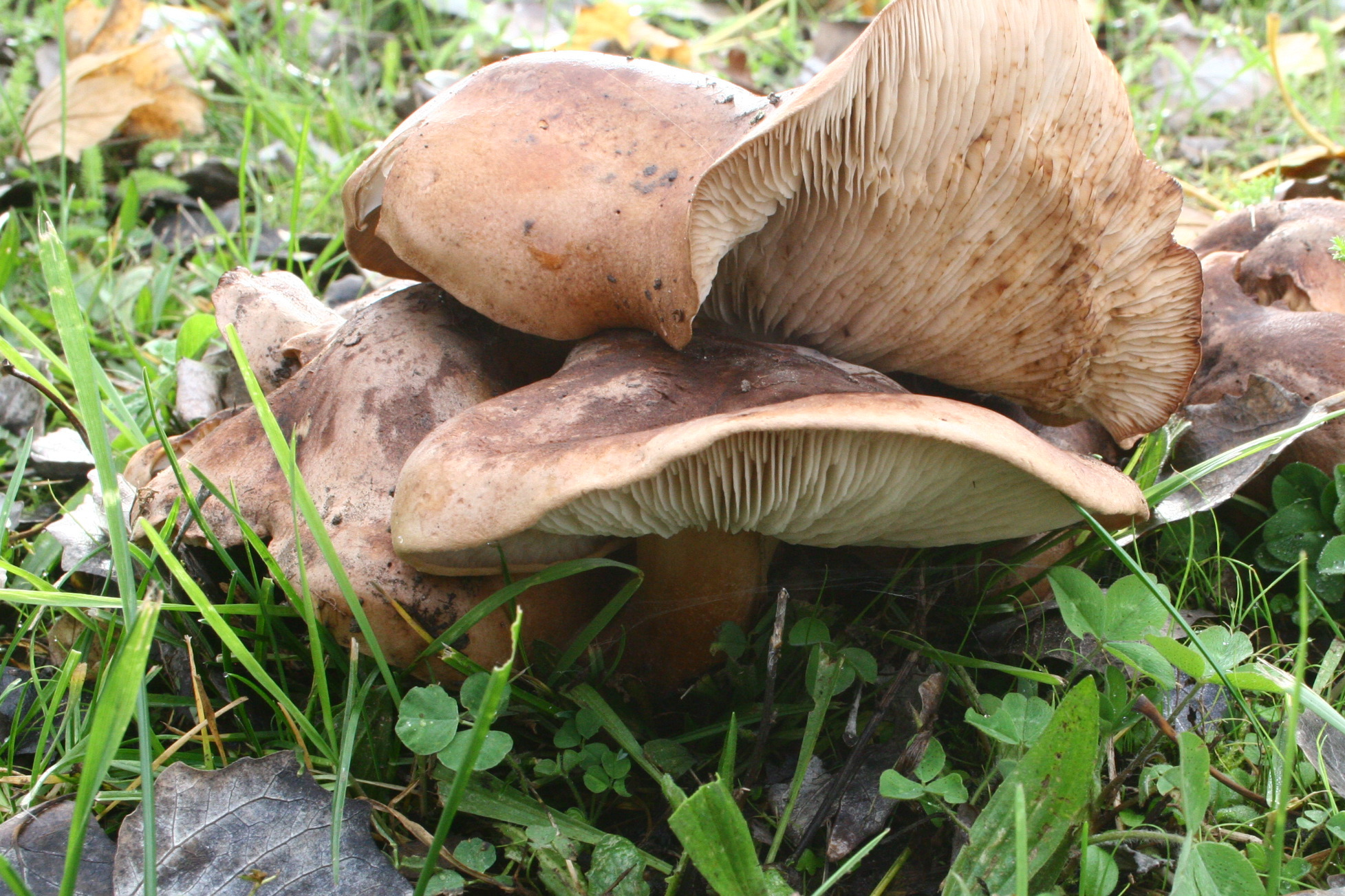
T. populinum, lamele și picior
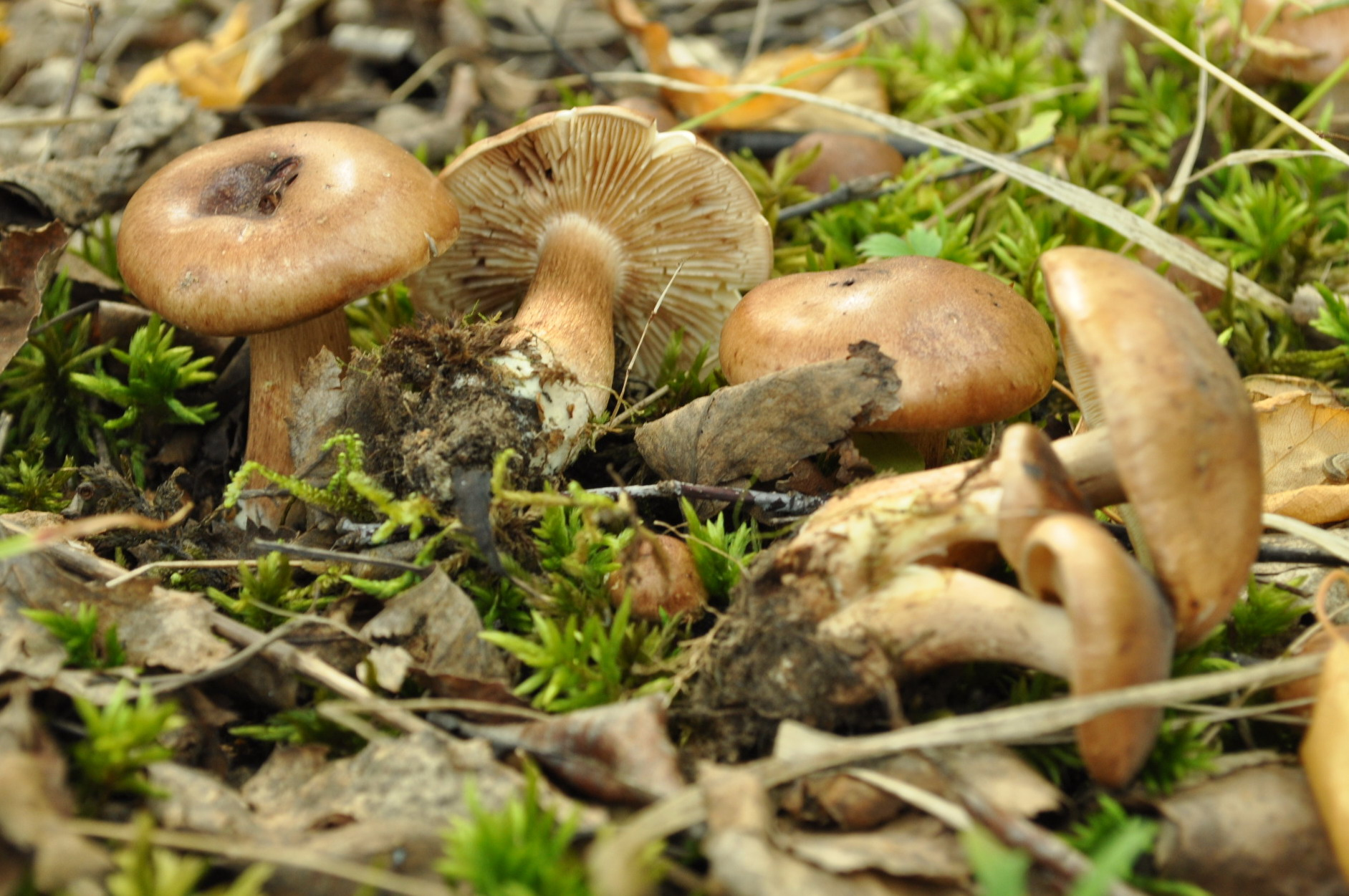
T. populinum tinere și mature
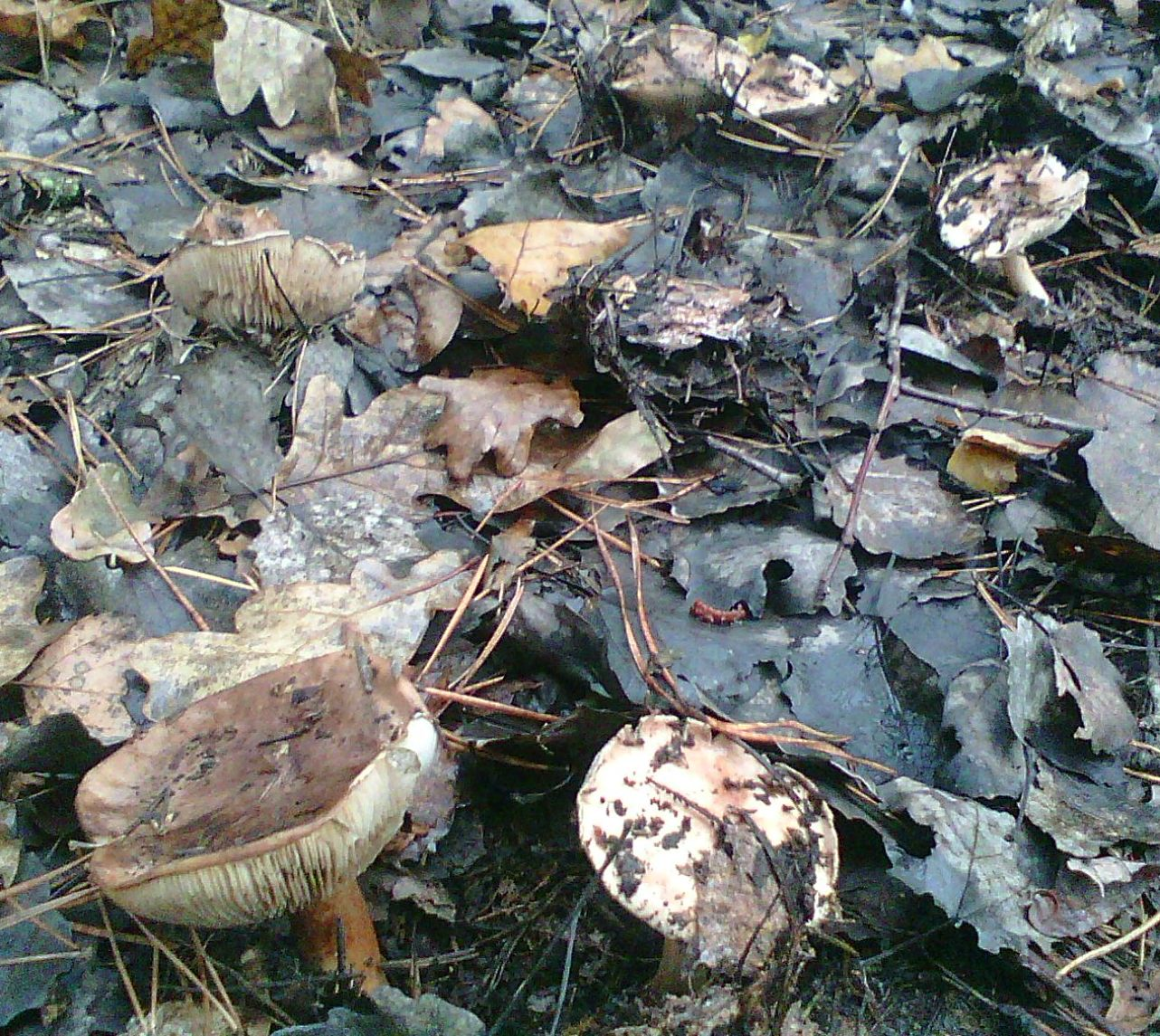
T. populinum bătrâne

## Confuzii
Specia este mai mult sau mai puțin similară pe exterior cu Tricholoma pessundatum care însă se dezvoltă numai în păduri de conifere, fiind necomestibil cu un miros rânced de faină și o amărie în gust deja din tinerețe. Asemănătoare sunt și alte specii ale genului cu cuticulă posibil brună ca de exemplu: Tricholoma acerbum (necomestibil), Tricholoma albobrunneum sin. Tricholoma striatum (otrăvitor), Tricholoma batschii (otrăvitor, foarte amar), Tricholoma fucatum (comestibil, dar de valoare scăzută, carne slab gălbuie, miros de făină și gust identic, neamar, trăiește în păduri de conifere), Tricholoma fulvum (necomestibil, carne galbenă, fără miros), Tricholoma imbricatum (comestibil, trăiește în păduri de conifere sub pini), Tricholoma pessundatum (otrăvitor),  Tricholoma portentosum (comestibil), Tricholoma psammopus (necomestibil),  Tricholoma sejunctum (necomestibil), Tricholoma stans (necomestibil), Tricholoma ustale (slab otrăvitor) și Tricholoma vaccinum, sau chiar cu Tricholoma saponaceum (necomestibil) sau cu forme mai maronii ale Lepista nuda (comestibilă).

## Specii asemănătoare în imagini

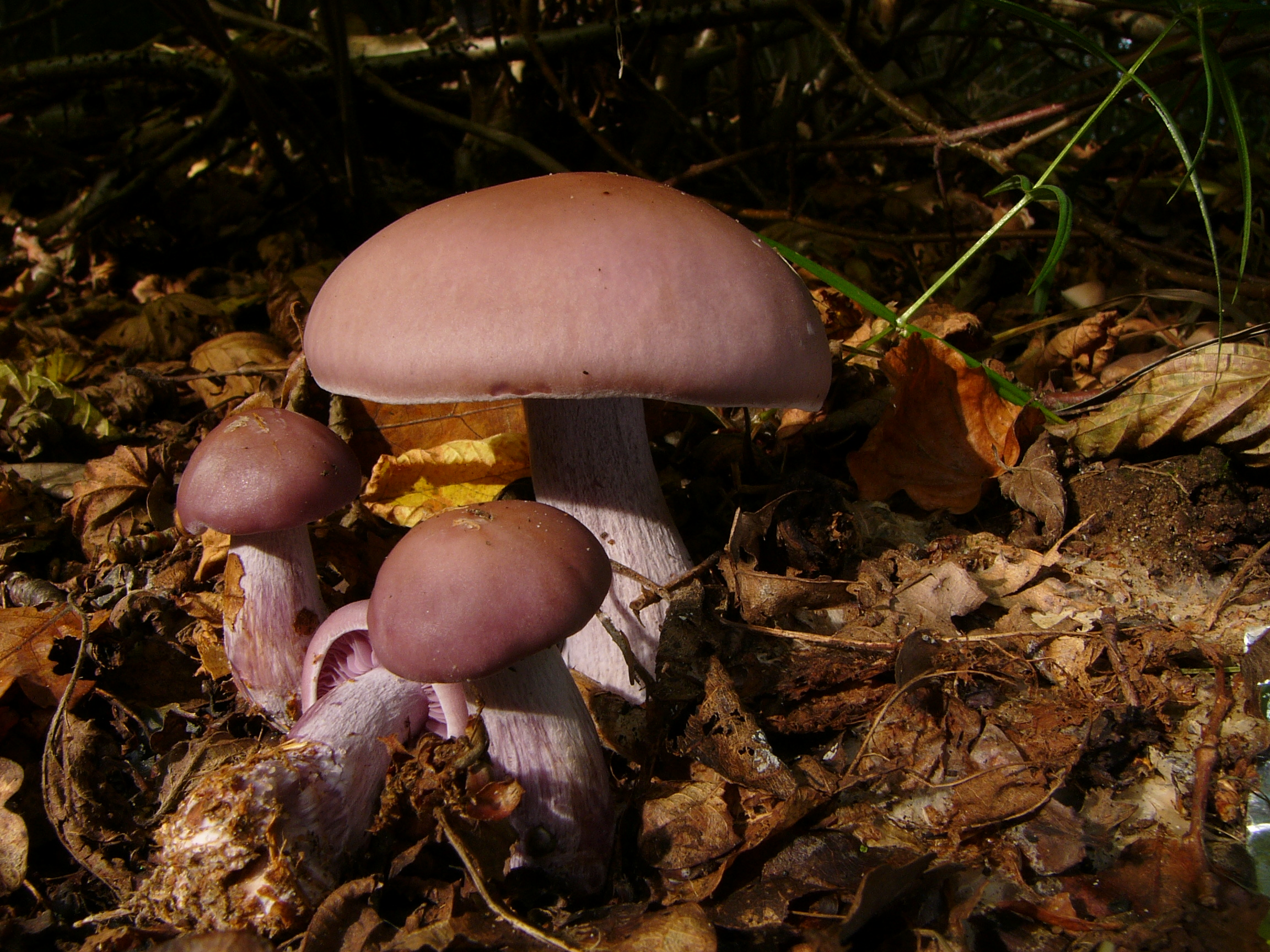
Lepista nuda
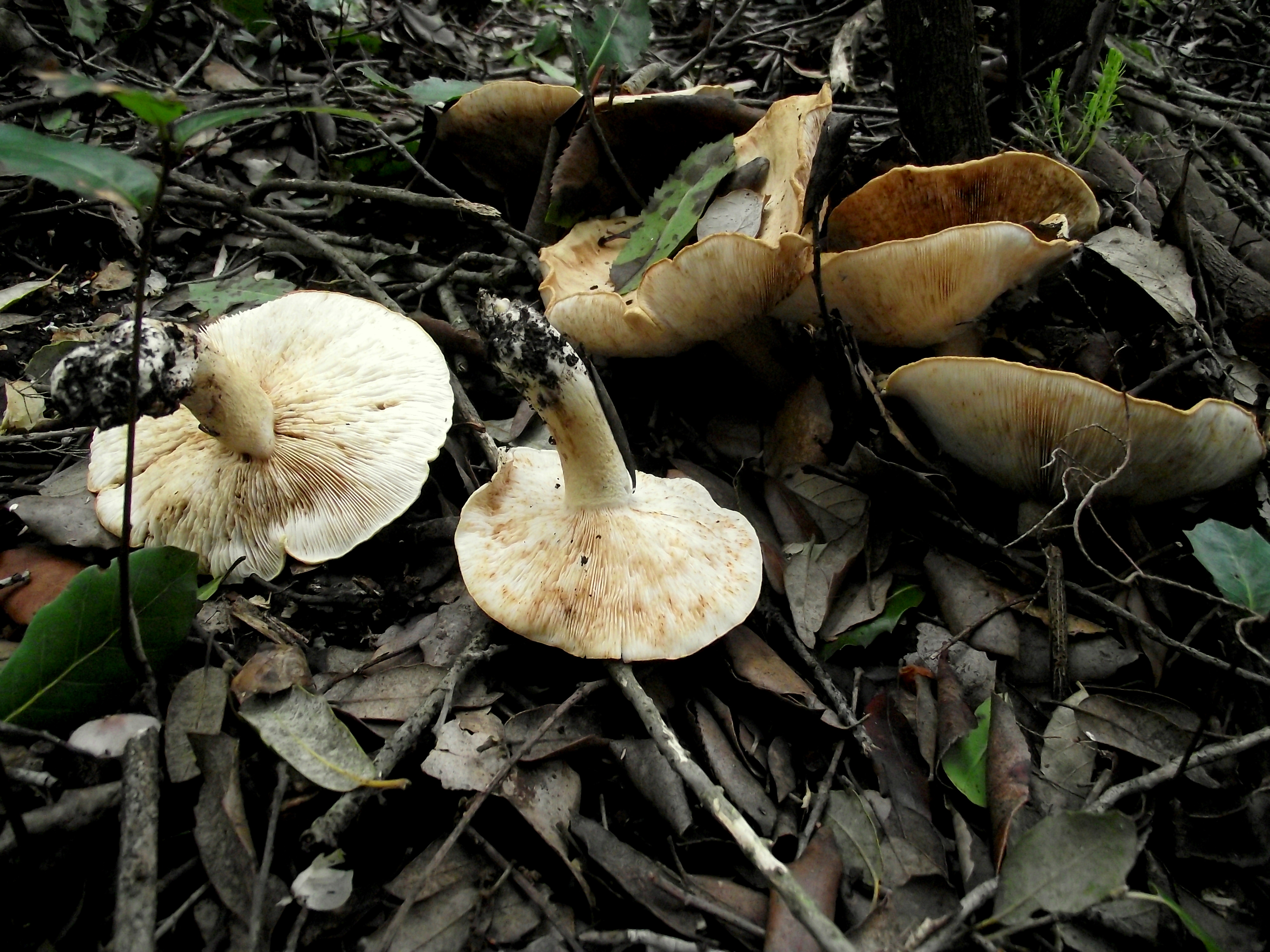
!Tricholoma acerbum!
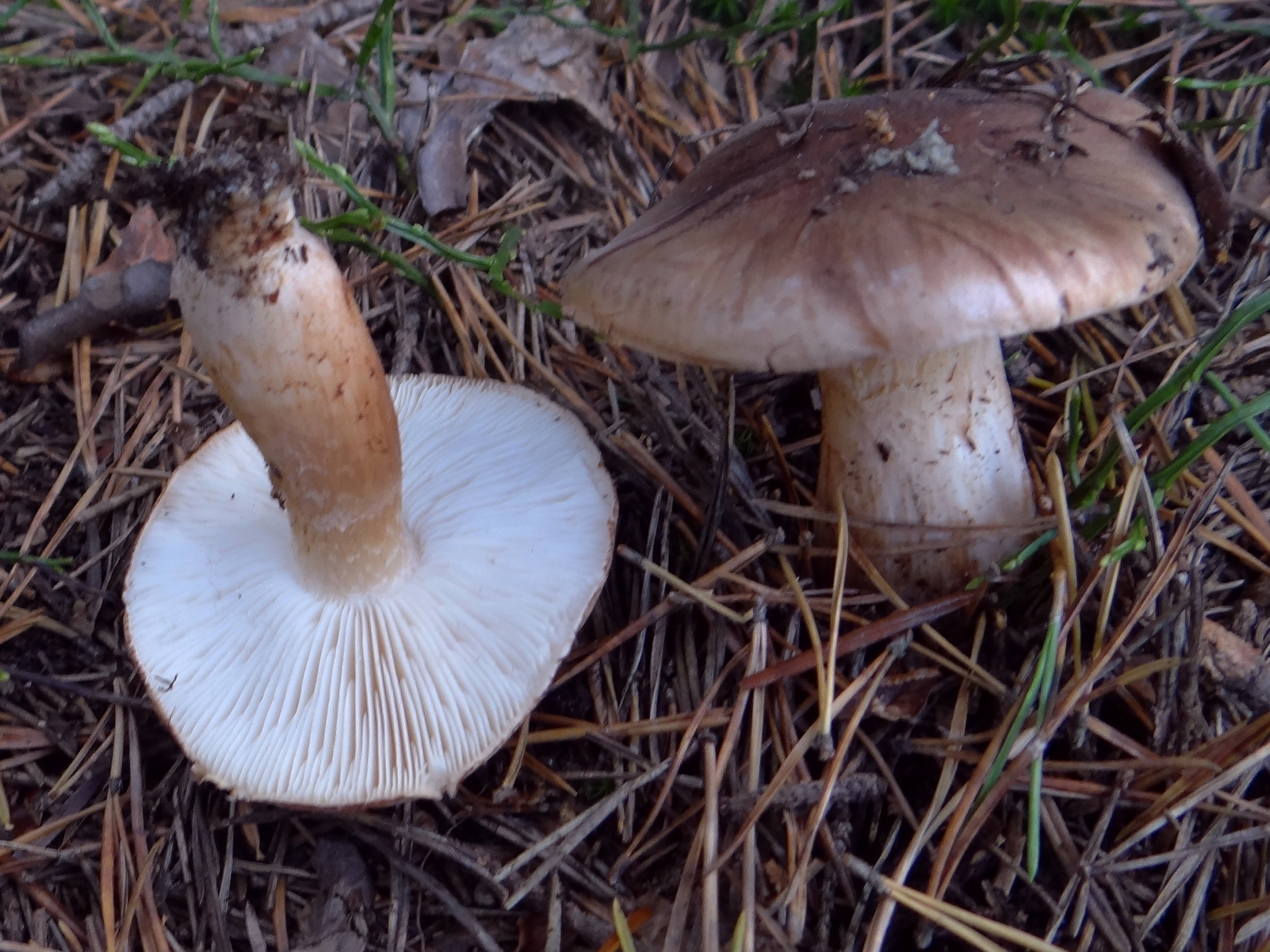
!!Tricholoma albobrunneum sin.  Tricholoma striatum"!
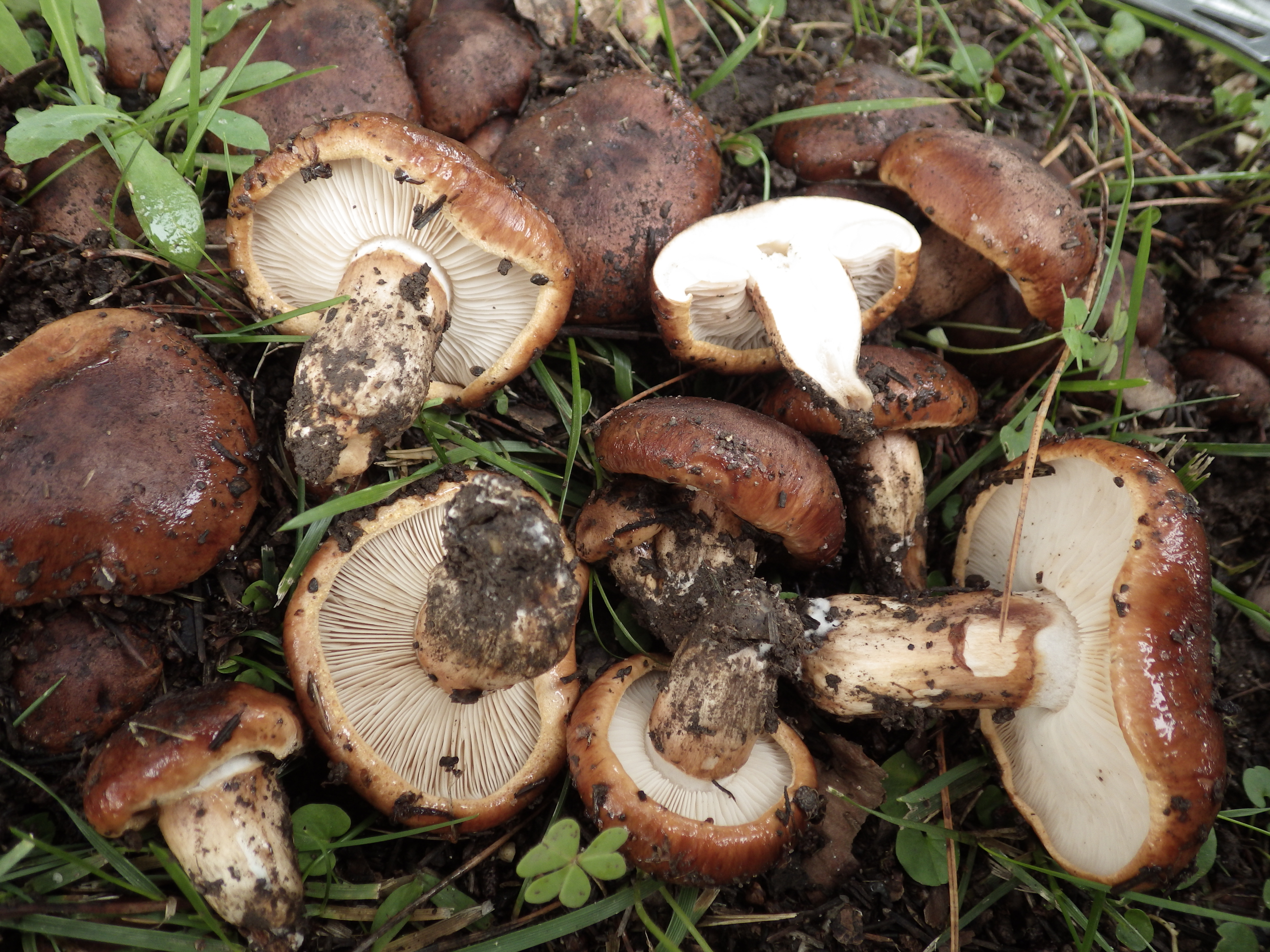
!!Tricholoma batschii!!
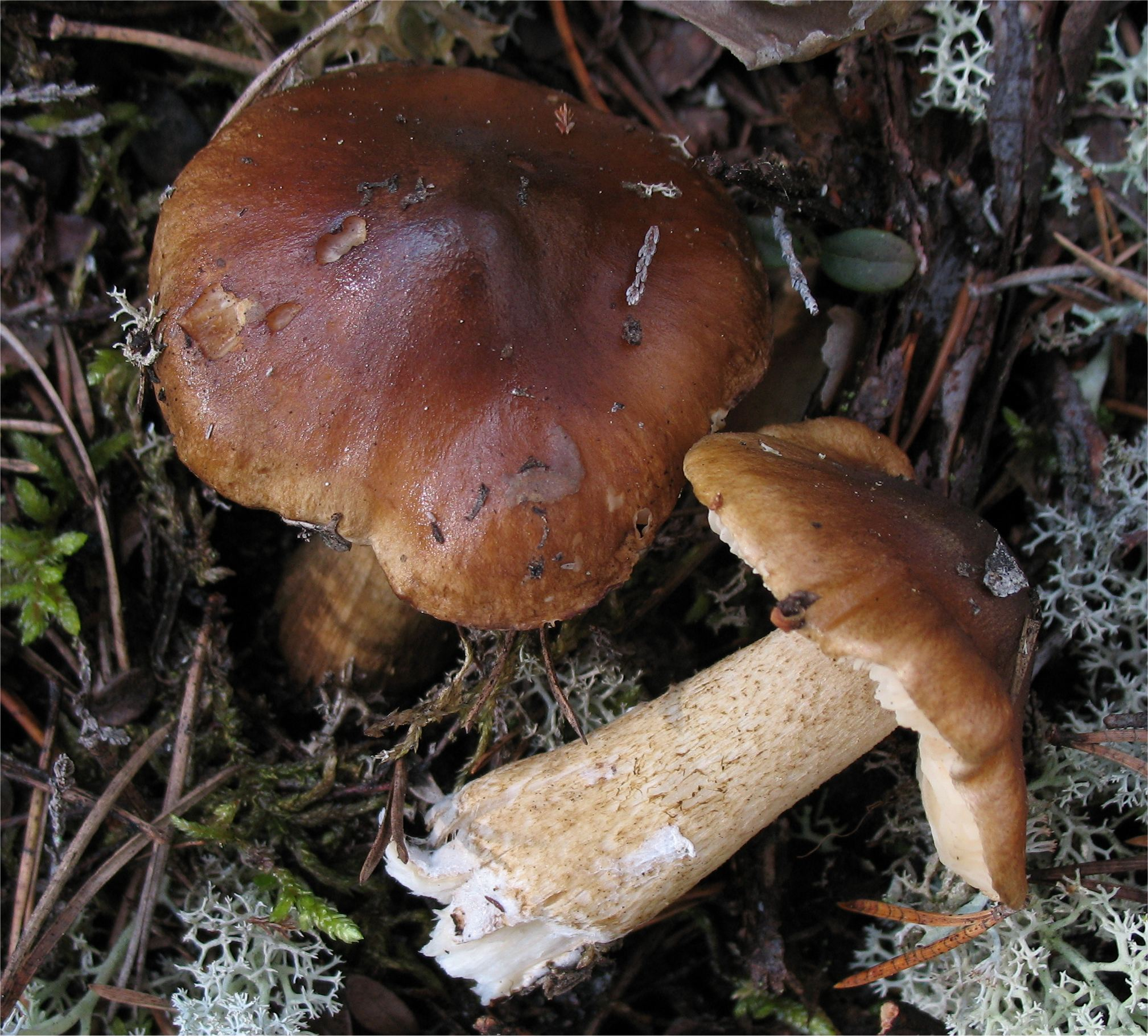
Tricholoma fucatum
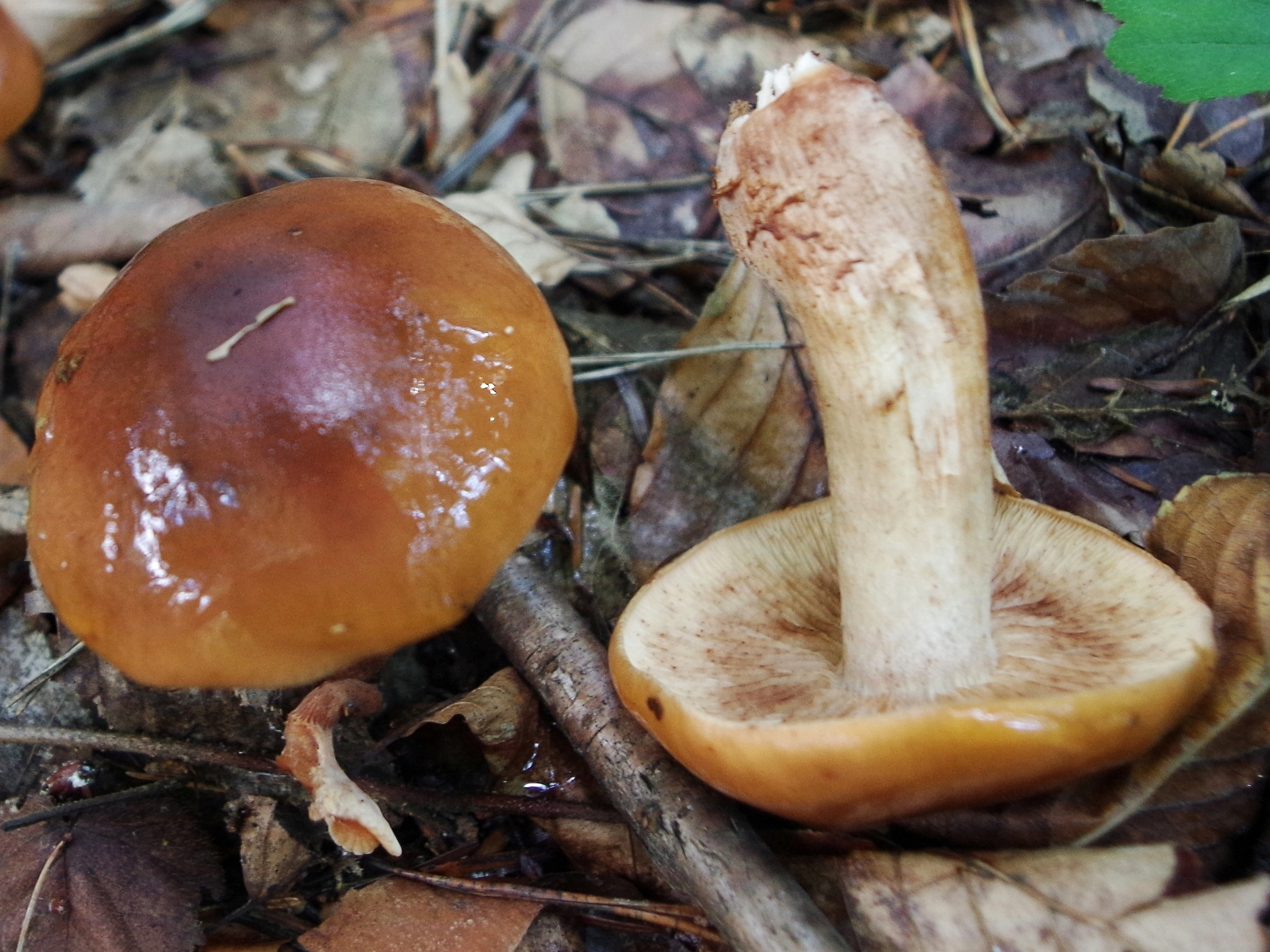
!Tricholoma fulvum!
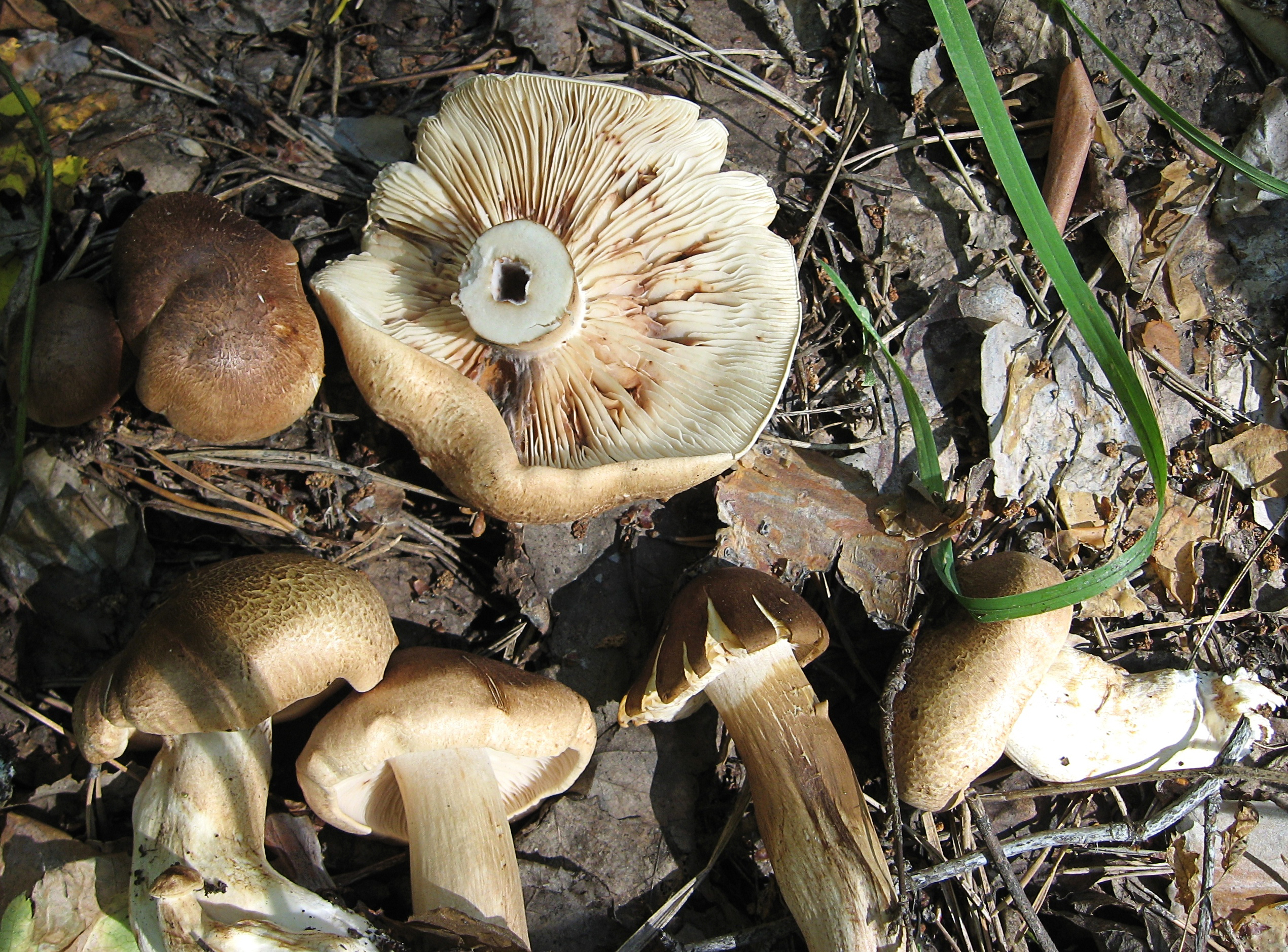
Tricholoma imbricatum
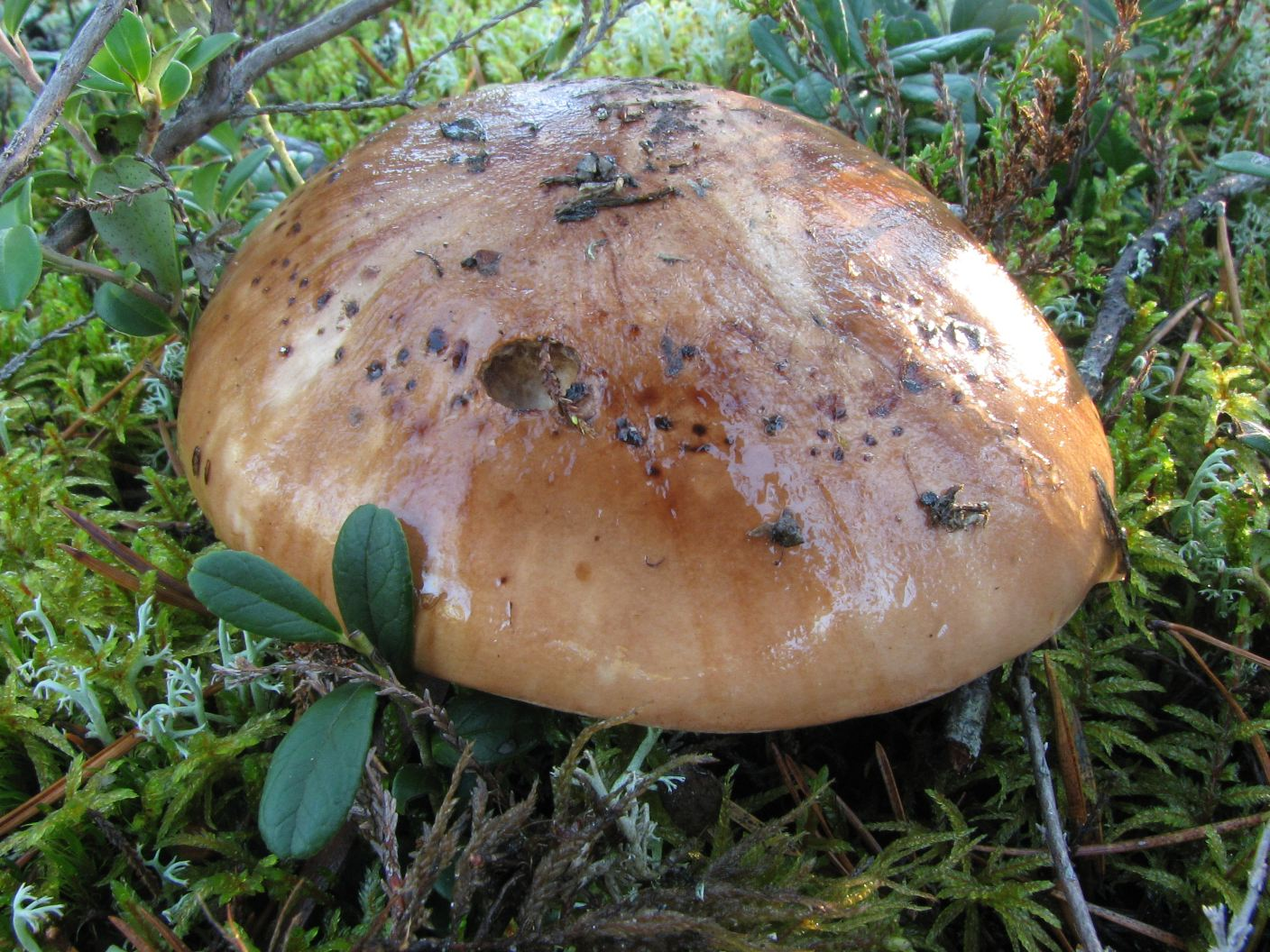
!!Tricholoma pessundatum!!

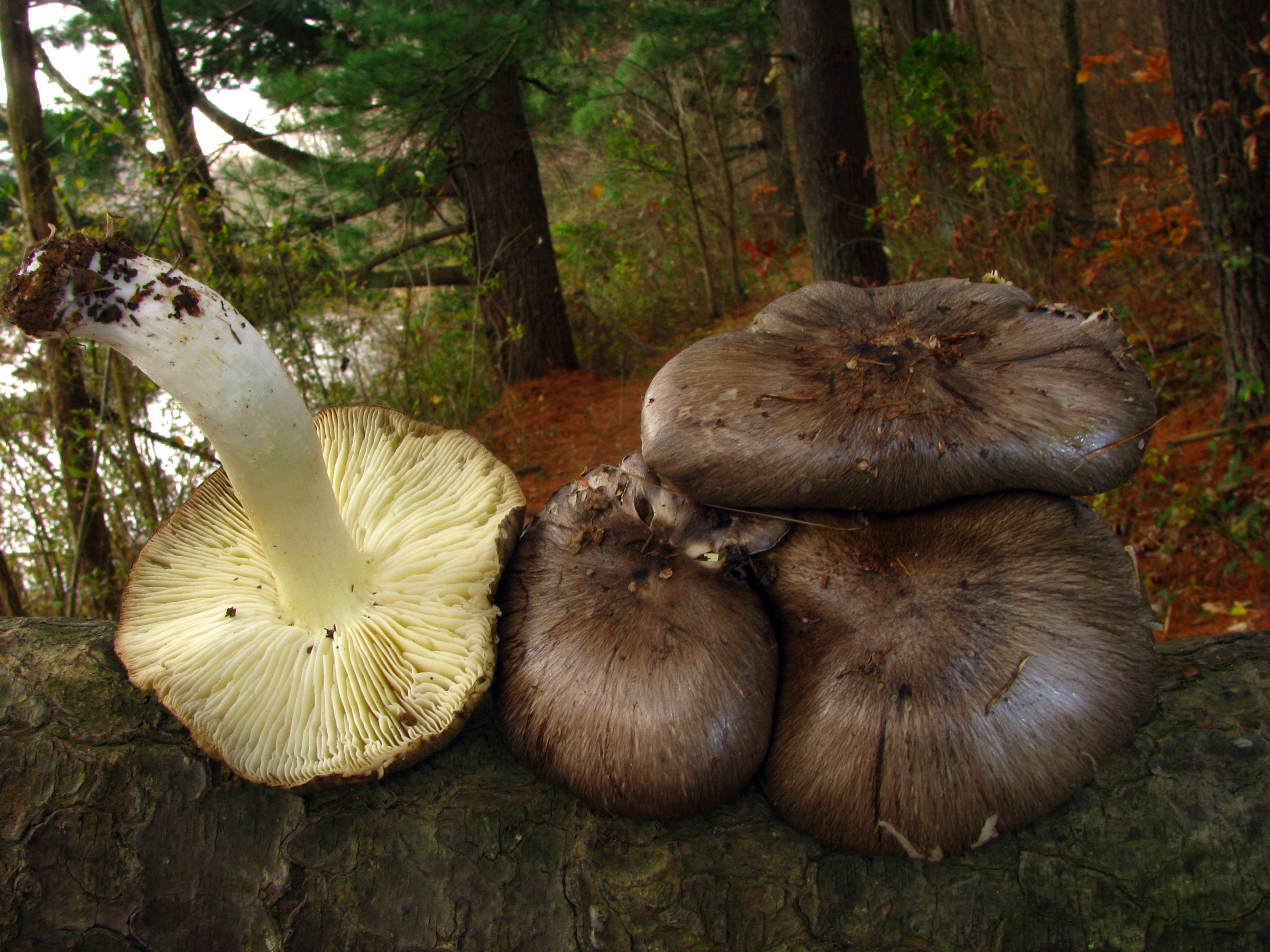
Tricholoma portentosum
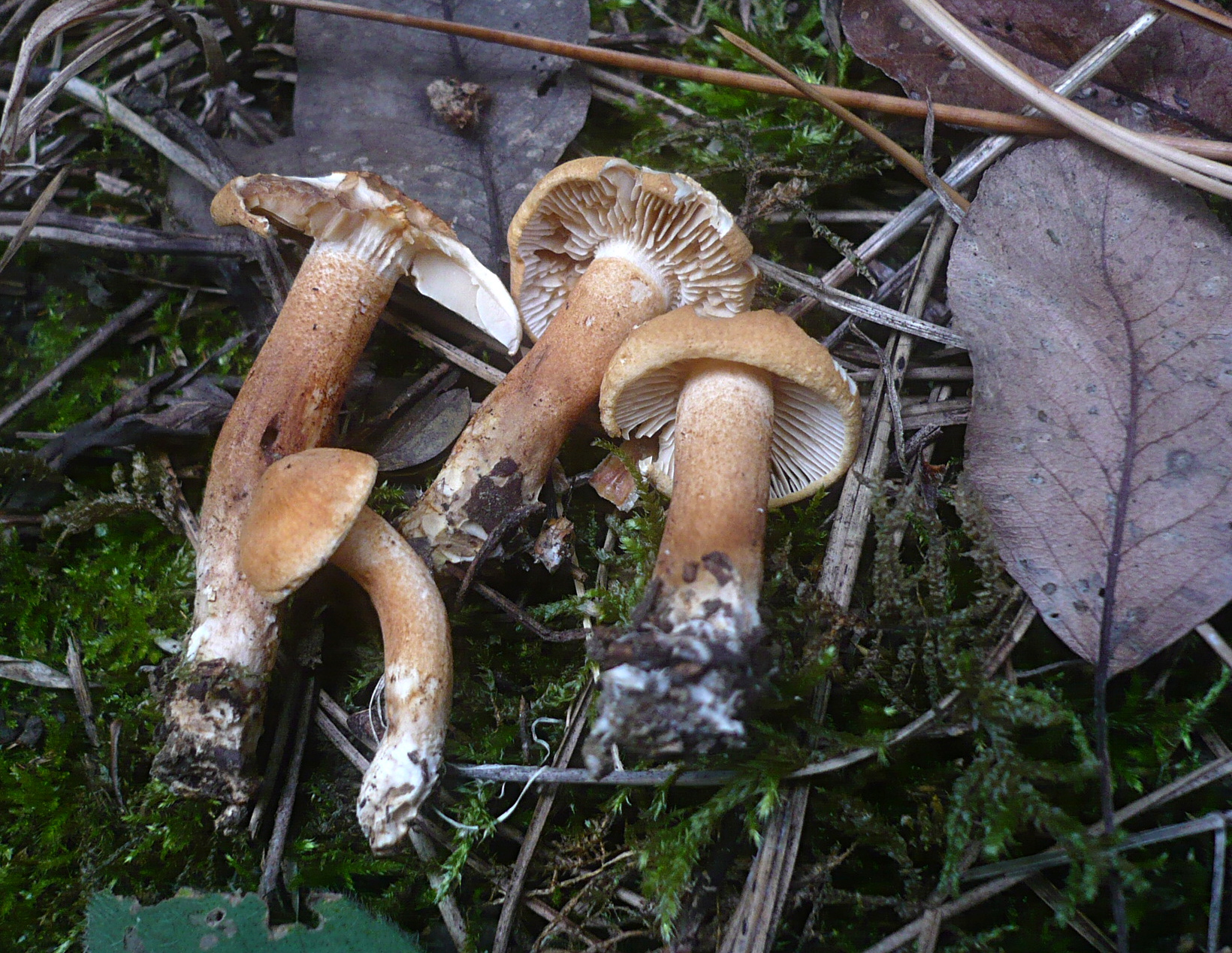
!Tricholoma psammopus!
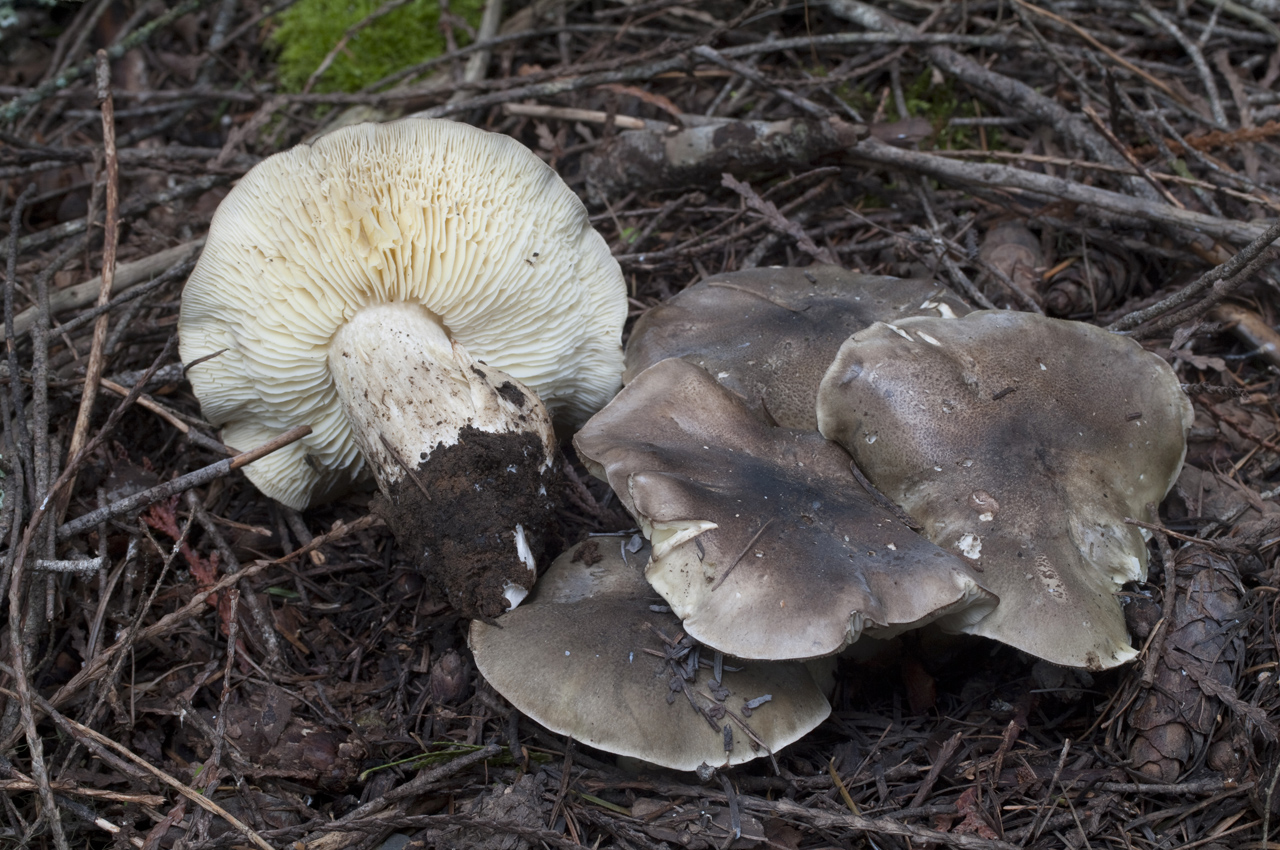
!Tricholoma saponaceum!
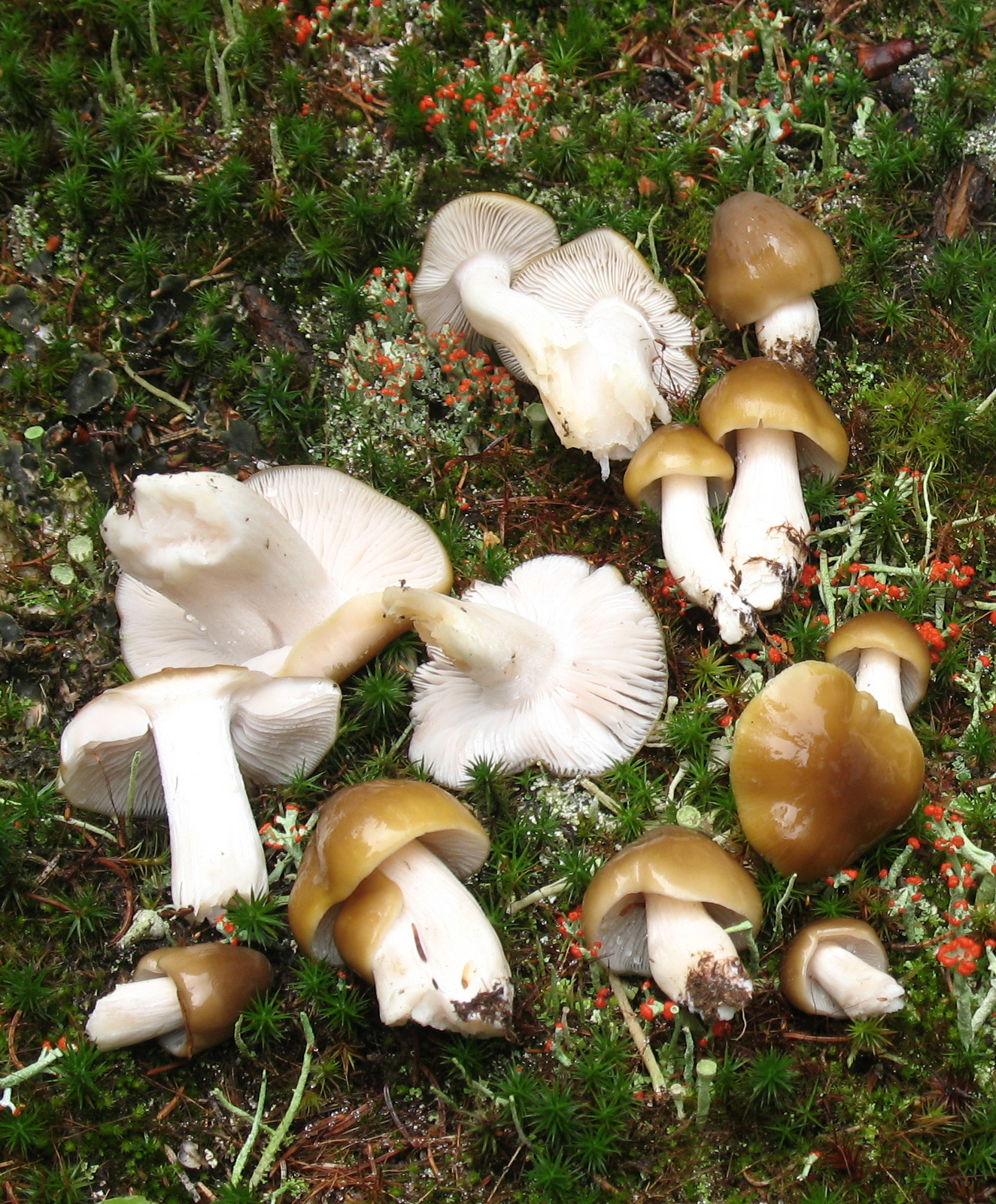
!Tricholoma sejunctum!
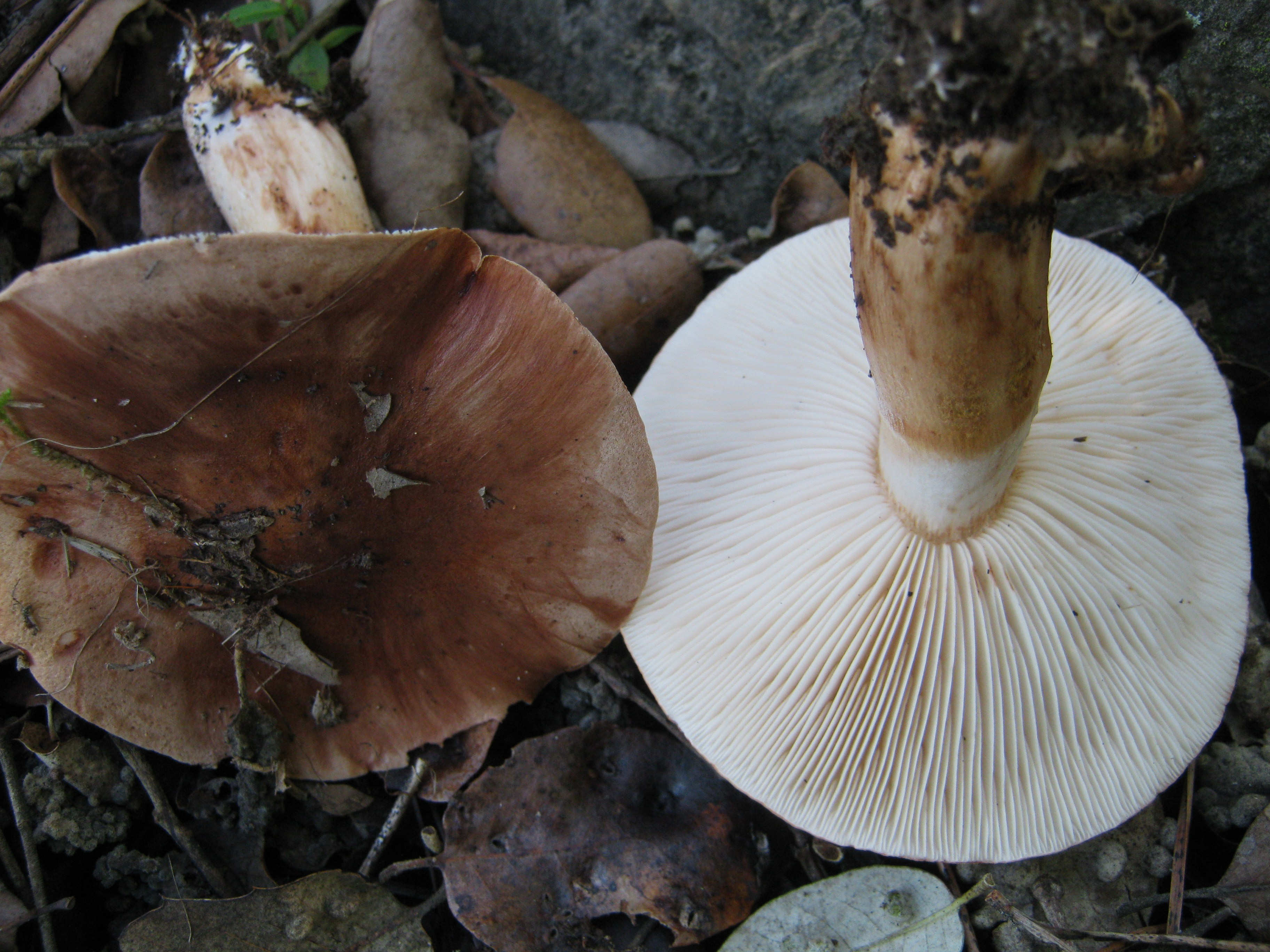
!Tricholoma stans!
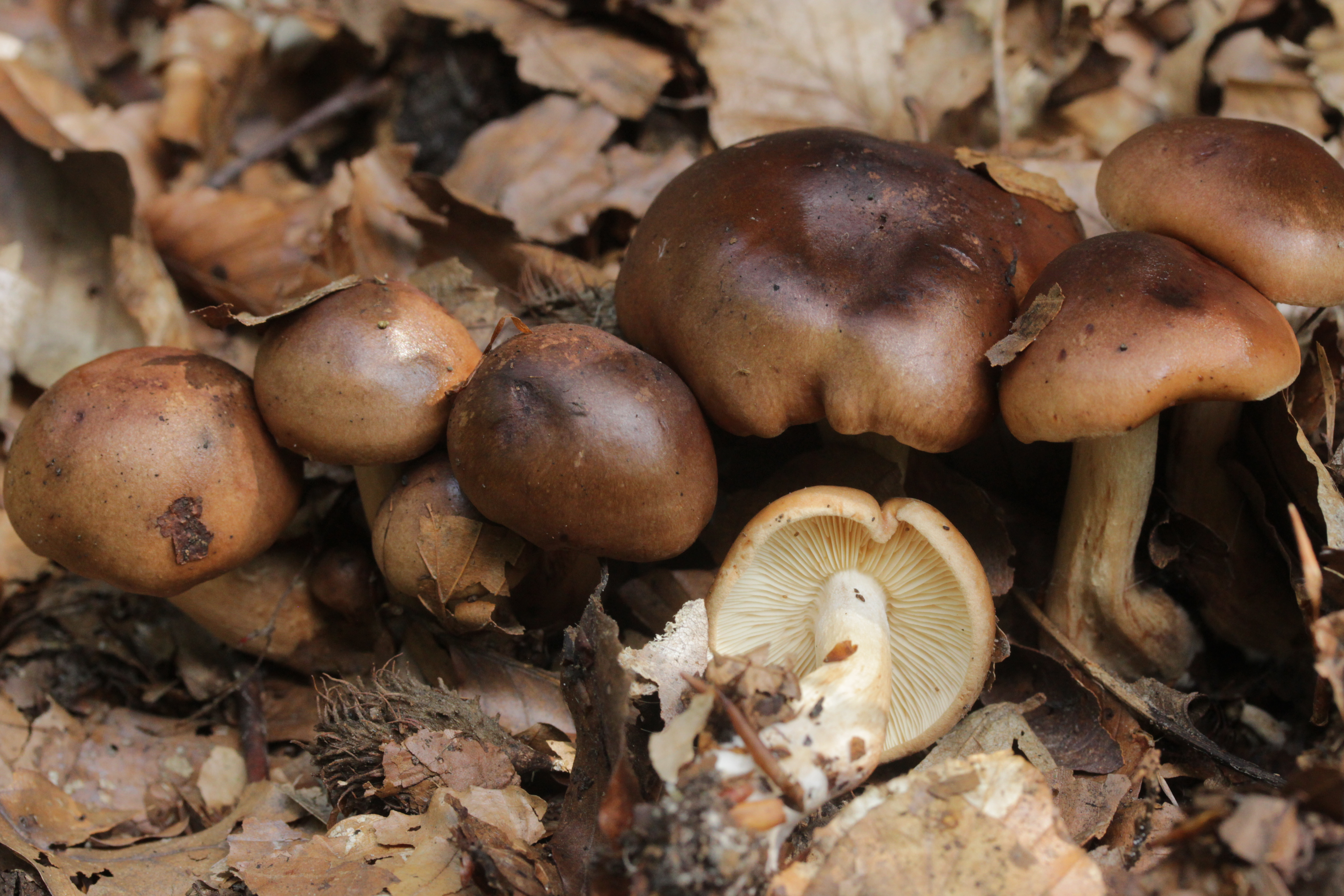
!!Tricholoma ustale!!
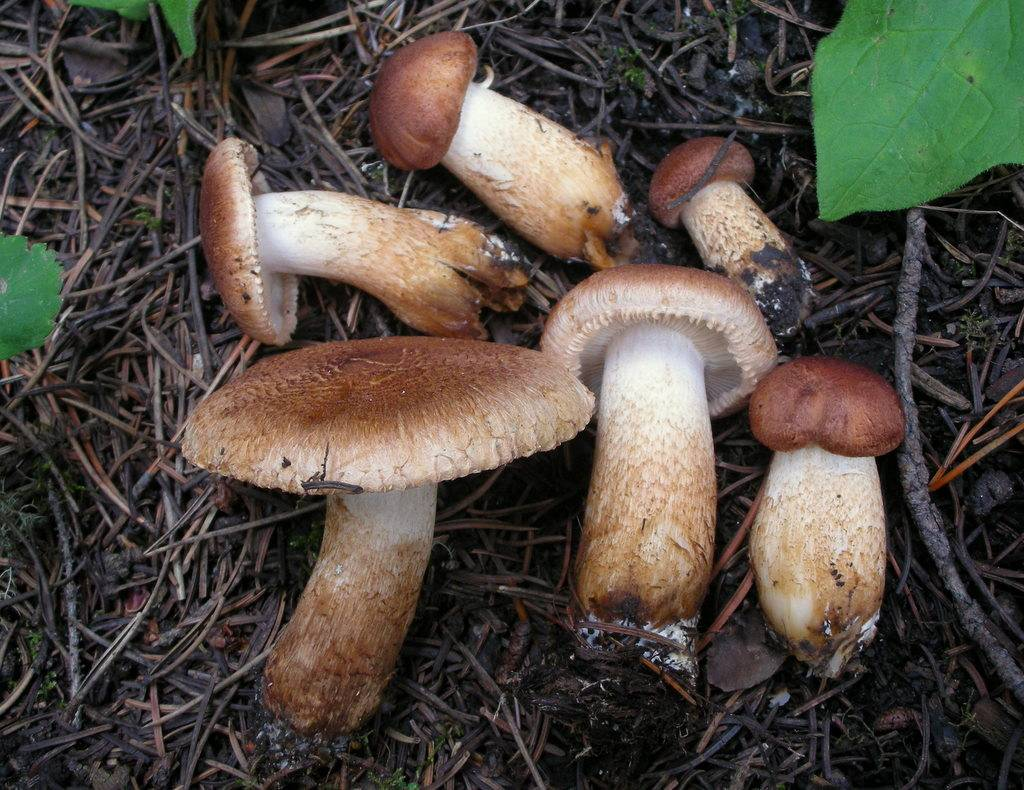
!Tricholoma vaccinum!

## Valorificare

### Comestibilitate
Deși câteodată considerată necomestibilă, ciuperca plopului se poate mânca, dar este de valoare culinară scăzută. Se poate adaugă la o mâncare de ciuperci împreună cu alte soiuri sau conservată după prăjire în ulei respectiv oțet. Dacă este ingerata în porții mari, provoacă uneori reacții de intoleranță la diverse persoane.

### Efecte medicinale
S-au observat efecte pozitive la Thromboangiitis obliterans (o inflamație progresivă, recurentă și tromboză (coagulare) a arterelor și venelor mici și mijlocii ale mâinilor și picioarelor)  precum la Polyarteritis nodosa (o inflamație sistemică necrozantă a vaselor de sânge care afectează arterele musculare de dimensiuni medii, implicând în mod obișnuit arterele rinichilor și ale altor organe interne, dar care, în general, scutește circulația plămânilor. În anii 1980, s-au efectuat diverse studii asupra efectului imunosupresiv al ciupercii și a ingredientelor responsabile pentru aceasta. Peroxidul de ergosterol (C28H44O3) a putut fi izolat ca ingredient imunosupresiv al ciupercii. Activitatea in vitro a fost găsită în testul plăcii de hemoliză (HPT) și în testul de transformare a limfocitelor (LTT). Când s-a administrat la șoareci la o doză de 11g/kg greutate corporală, pulberea de ciuperci a redus numărul de celule formatoare de plăci cu 50-60% în comparație cu controlul. Peroxidul de ergosterol a arătat un efect similar cu cel al corticosteroidului sintetic Dexamethason (C22H29FO5) în acest test. Miceliul cultivat al ciupercii a fost de asemenea eficient. În LTT, în care se măsoară încorporarea ³H-timidinei în limfocitele umane stimulate cu fitohemaglutinină⁠(en)[traduceți] (PHA), peroxidul de ergosterol a arătat un efect care corespunde aproximativ în putere cu cel al hidrocortizonului.
Mai departe, soiul este văzut drept ciupercă medicinală și vitală în medicina naturală sau în medicina tradițională chineză și japoneză și se aplică pentru reacții alergice ca de exemplu la o rinită alergică sau la exanteme.
| Nu mâncați niciodată bureți de genul Tricholoma iuți și/sau amari pentru că provoacă mereu tulburări gastrointestinale, parțial foarte severe. |